# Parc national du plateau de Kitulo
Le parc national du plateau de Kitulo est un parc national de Tanzanie, à l'extrême sud du pays, à proximité de la frontière du Malawi. C'est le 14e et dernier parc national fondé en Tanzanie. Il est encore largement en cours d'installation.

## Géographie
Le parc se situe à l'extrémité nord des monts Livingstone et Kipengere, dans une région de plateaux bordé à l'est par le mont Mtorwi et à l'ouest par le mont Rungwe, non loin du Lac Malawi (40 km). La ville de Mbeya est distante de 120 km (avec 40 km de piste difficile). L'altitude du parc varie entre 2 000 et 2 600 mètres.

## Faune
La grande faune est pratiquement absente du parc, à l'exception de rares cobes des montagnes ou élands. L'avifaune est nettement plus abondante, avec notamment les seules outardes de Denham de Tanzanie, de rares ciscicoles et d'autres espèces menacées.

## Flore
C'est le principal attrait du parc, qui lui vaut chez certains botanistes le surnom de Serengeti des fleurs. Le parc abrite 350 espèces de plantes à fleur, dont 30 endémiques. En particulier, plus de 40 espèces d'orchidées sont recensées. La période de floraison correspond à la saison des pluies (décembre à avril). Malheureusement, si cette période est celle pour laquelle le parc est le plus spectaculaire, les déplacements y sont rendus très difficiles par la quasi absence d'infrastructure et la violence des précipitations.